# BarCamp

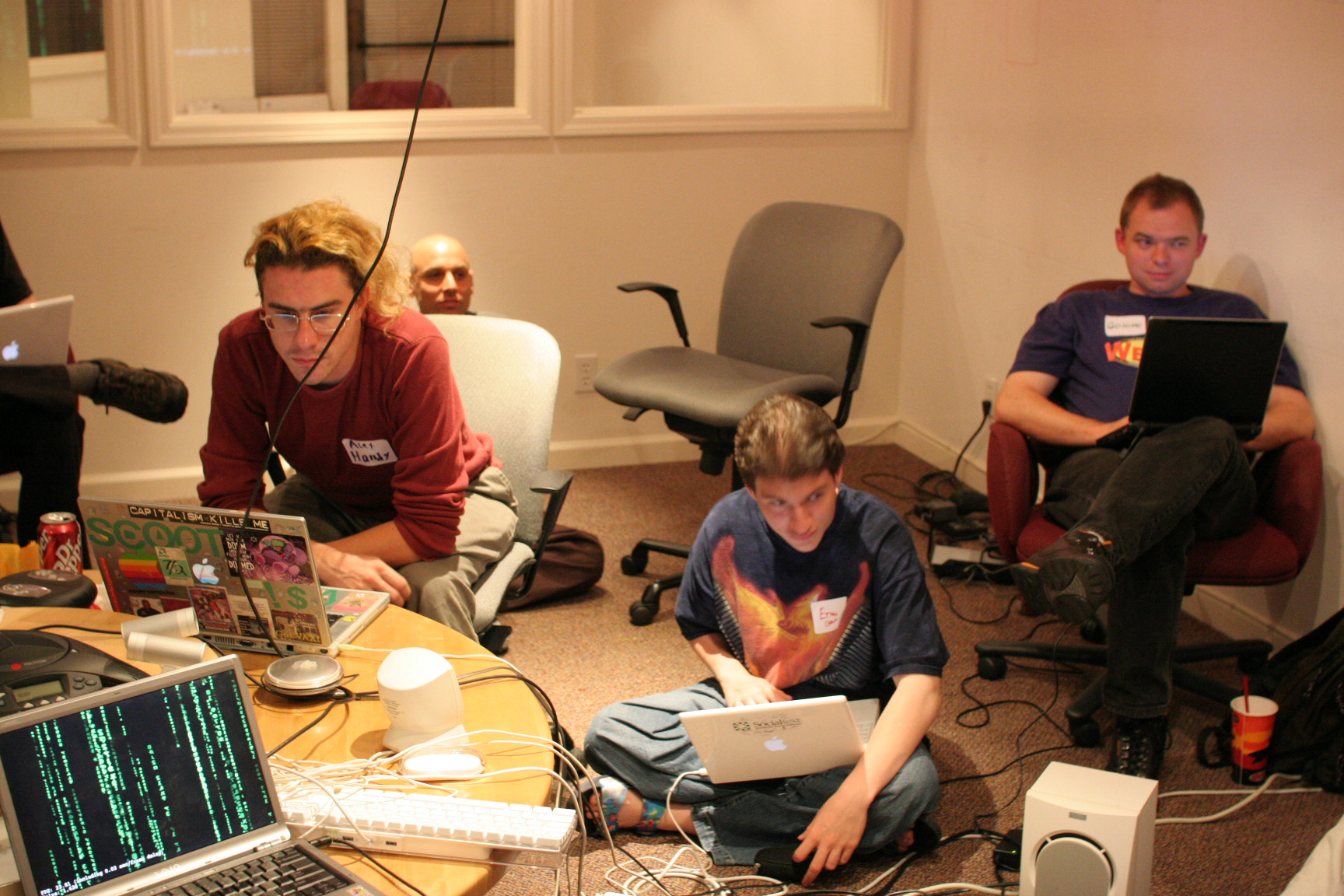
Bloggers reunidos num BarCamp.

BarCamp é uma rede internacional formada em torno de um modelo de conferência, geralmente referenciado com desconferência. Envolve principalmente bloggers e empresas de desenvolvimento de software e tecnologias.

## História
A idéia surgiu entre pessoas com um interesse em comum: colaboração. É o que direciona as atividades dos eventos, onde cada participante exerce literalmente a sua função de fazer parte dos resultados. Esse modelo tem sido usado ao redor do mundo para reunir pessoas em Amsterdam, New York, Vancouver, Bruxelas, Paris, São Francisco, Coimbra, Lisboa, Rio de Janeiro, São Paulo, Florianópolis, entre muitos outros.

## Metodologia
Cada participante é encorajado a fazer uma apresentação, demonstrar o projeto em que está trabalhando, ou fazer parte ativamente das discussões que ocorrem nos cantos do evento. Não há lista de palestrantes, nem programação fechada; existem idéias e vontade de colaborar. Trata-se de estar envolvido diretamente em uma estrutura de conversação horizontal e emergente.

## Estrutura e processo participativo
Diferentemente dos formatos tradicionais de conferência, o BarCamps e o FooCamps têm um caráter auto-organizado, confiando na paixão e na responsabilidade dos participantes. Os participantes agendam sessões escrevendo em um quadro branco ou colocando um post-it em uma grade de sessões. Aqueles que dão sessões são desencorajados a usar as sessões para promoção.